# Čataj
Čataj (maďarsky Csataj; německy Schattein) je obec ležící v Bratislavském kraji na Slovensku. Žije zde přibližně 1 200 obyvatel. V obci se nachází římskokatolický kostel svaté Markéty.

## Historie
První písemná zmínka o obci pochází z roku 1244.

## Příroda
Území obce je součástí chráněného ptačího území v soustavě Natura 2000 s názvem Úľanská mokraď.